# Val-d’Usiers
Val-d’Usiers község Franciaország Burgundia-Franche-Comté régiójában, Doubs megyében. Új községként 2024. január 1-jén jött létre Bians-les-Usiers, Goux-les-Usiers és Sombacour község egyesítésével. A három korábbi település delegált község státusszal az új község része lett. Lakosainak száma 2128 fő (2022. január 1.).

## Népesség
| 2021 | 2 114 |
| 2022 | 2 128 |